# Fiat Freemont
Fiat Freemont er en SUV-model fra Fiat, som sælges på det europæiske marked fra 2011. Ligesom den tre centimeter kortere søstermodel Dodge Journey bygges Freemont i Toluca i Mexico.

## Historie
Efter Fiat-koncernen begyndte samarbejdet med Chrysler, besluttede man at koordinere modelprogrammet. I Fiats modelprogram er Freemont efterfølgeren for både Fiat Ulysse, Fiat Multipla og Fiat Croma og søstermodellen til Dodge Journey, hvorefter Dodge ikke længere sælges i Europa.
Freemont blev introduceret på Geneve Motor Show 2011.

## Teknik
I modsætning til Dodge Journey er Freemont udstyret med en 2,0-liters Multijet-dieselmotor med commonrail-indsprøjtning, som fås i to effekttrin med 140 og 170 hk. Bilen findes kun med manuel gearkasse. Styretøjet er også forskelligt. Freemont skal også dele automatisk gearkasse og en ny V6-motor med 276 hk fra Chrysler med Dodge Journey.